# Pandaciklid
Pandaciklid (Apistogramma nijsseni) är en fiskart som beskrevs av Sven O. Kullander, 1979. Den ingår i släktet Apistogramma och familjen ciklider (Cichlidae). Inga underarter finns listade i Catalogue of Life.